# Kothon

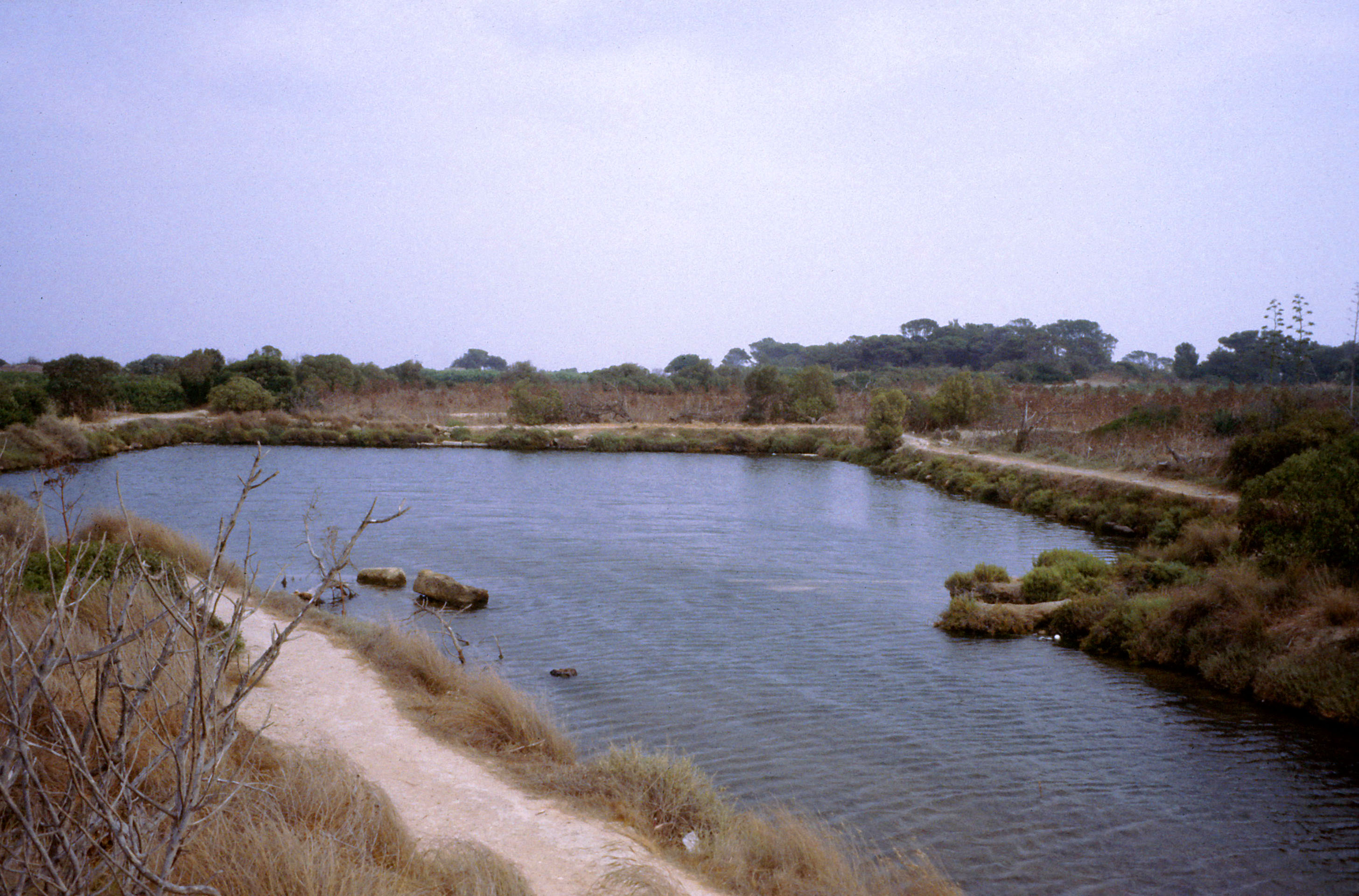
Kothon van Motya.

Een kothon of cothon is een kunstmatige haven uit de oudheid. Het is een uitvinding van de Feniciërs.
Een kothon was meestal rechthoekig en werd door een smal kanaal verbonden met de zee.
De grootste en bekendste kothons zijn de havens van Carthago: de voorste rechthoekige haven was de handelshaven, hierachter lag de ommuurde ronde marinehaven. De schepen kwamen via een smalle ingang in de rechthoekige commerciële haven en een doorgang aan de achterzijde leidde naar de marinehaven met ruimte voor 220 oorlogsschepen. In het midden van deze grote ronde haven met een diameter van meer dan 300 meter lag een kunstmatig eiland met scheepswerven en droogdokken, waarboven het gebouw van de Carthaagse admiraliteit lag. De marinehaven was volledig omsloten door hoge kades en gebouwen, zodat deze vanuit de handelshaven, stad of zee niet zichtbaar was.
Bij de verovering van Carthago aan het einde van de Derde Punische Oorlog in 146 v.Chr. wisten de Romeinen de Carthaagse kothons af te sluiten met een dam, waarop de Carthagers vanuit de marinehaven een directe opening naar zee groeven. Na een laatste zeeslag werden de havens door de Romeinen veroverd. De Carthagers trokken zich daarop terug in het centrum van de stad en moesten zich uiteindelijk overgeven, waarmee het einde van het Carthaagse Rijk een feit was.
De Fenicische steden Mahdia en Motya hadden ook een kothon. De kothon van de eilandstad Motya op Sicilië kon mogelijk ook als dok worden gebruikt.
De term kothon is waarschijnlijk afgeleid van een Fenicisch woord voor "afgesneden, verbroken". Later werd dit de benaming voor een kunstmatige haven. 